# Siamspinops aculeatus
Espèce
Synonymes
- Selenops aculeatus Simon, 1901

Siamspinops aculeatus est une espèce d'araignées aranéomorphes de la famille des Selenopidae.

## Distribution
Cette espèce est endémique de Malaisie péninsulaire,. Elle se rencontre vers le Gunung Inas.

## Description
La femelle décrite par Crews et Harvey en 2011 mesure 6,68 mm.

## Publication originale
- Simon, 1901 : On the Arachnida collected during the Skeat expedition to the Malay Peninsula. Proceedings of the Zoological Society of London, vol. 1901, no 2, p. 45-84 (texte intégral).